# Écuras

Écuras este o comună în departamentul Charente, Franța. În 1 ianuarie 2022 avea o populație de 542 de locuitori.